# كريس ميلار
كريس ميلار (بالإنجليزية: Chris Millar)‏ (30 مارس 1983 بغلاسكو في المملكة المتحدة - ) هو لاعب كرة قدم بريطاني في مركز الوسط. لعب مع سانت جونستون ونادي سلتيك ونادي غرينوك مورتون.

## وصلات خارجية
- كريس ميلار على موقع قاعدة بيانات كرة القدم.إي يو (الإنجليزية)
- كريس ميلار على موقع Soccerbase.com (لاعب) (الإنجليزية)
- كريس ميلار على موقع Soccerway.com (الإنجليزية)